# Riserva naturale Vallazza

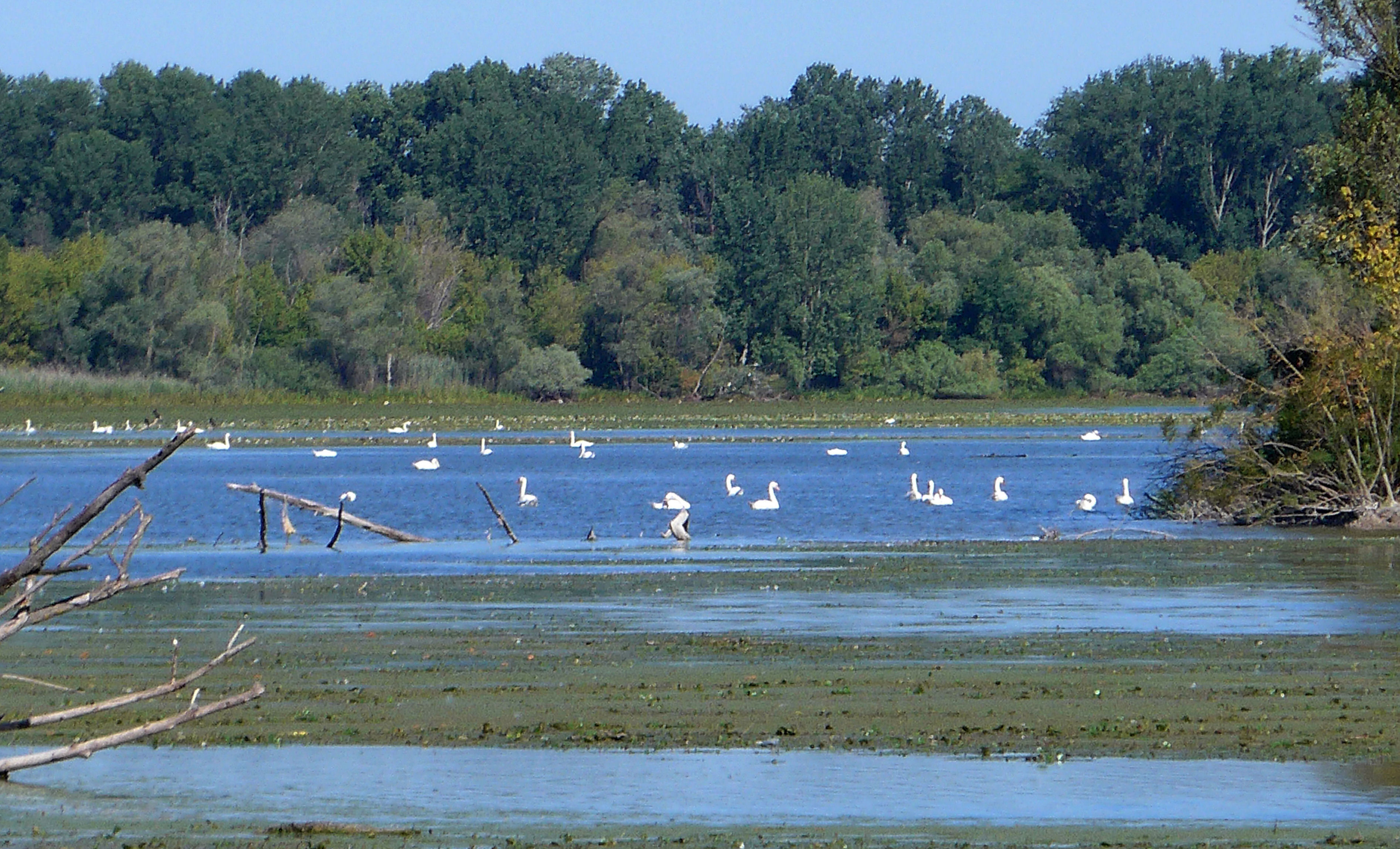
Riserva Vallazza

La riserva naturale Vallazza è un'area naturale protetta della regione Lombardia istituita nel 1991. Consta di una vasta area umida di circa 6 km lungo il fiume Mincio che occupa una superficie di 537,50 ha nella provincia di Mantova, all'interno del Parco del Mincio.
L'area protetta è caratterizzata dall'alternanza di saliceti spontanei, siepi, zone paludose e specchi d'acqua ricchi di vegetazione galleggiante. Il notevole valore naturalistico è comprovato dalla presenza di ben 279 diverse specie vegetali, delle quali 62 sono classificate come rare nella valle del fiume Po.